# 莫德菲茨湖

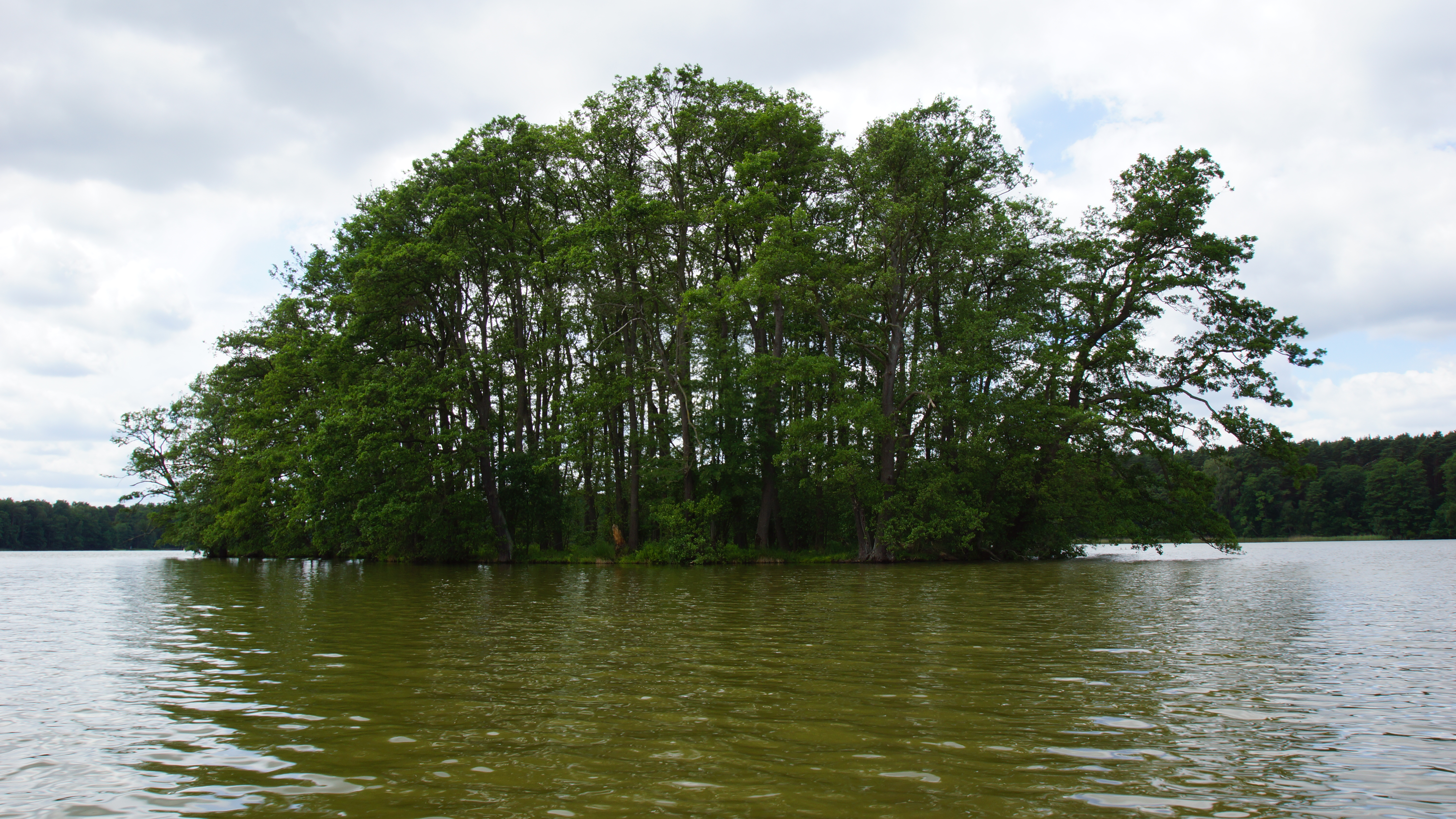

53°11′09″N 13°14′05″E / 53.18583°N 13.23472°E
莫德菲茨湖（德語：Moderfitzsee），是德國的湖泊，位於該國西南部，由勃蘭登堡州負責管轄，處於菲爾斯滕貝格，長1.2公里、寬0.8公里，面積0.56平方公里，海拔高度53米，最大水深10米，水體容量300萬立方米。